# القسطاس المستقيم
القسطاس المستقيم هو كتاب من تأليف الإمام الغزالي الطوسي (ت. 505 هـ).
قال الغزالي أن الكتاب «هو كتاب مستقل مقصوده بيان ميزان العلوم وإظهار الإستغناء عن الإمام المعصوم لمن أحاط به». ووصفه بروكلمان بأنه «حوار جدلي مع إسماعيلي، ومن مؤلفات الغزالي المتأخرة».

## مخطوطات الكتاب
أقدم مخطوط للكتاب هي في مكتبة شهيد علي (تابعة للمكتبة السليمانية) في الاستانة، ومنها صورة شمسية في دار الكتب المصرية، وتاريخ المخطوط يعود إلى سنة 508 هـ، أي بعد ثلاث سنوات فقط من وفاة الغزالي.
ومن المخطوطات المعتمدة في طبعة دار المنهاج بجدة مخطوطة كتبت سنة 524 هـ، وهي من مقتنيات مكتبة قسطموني بمدينة قسطموني.

## الطبع
طبع الكتاب عدة طبعات، منها:
- طبعة مطبعة الترقي، القاهرة، سنة 1318 هـ.
- طبعة محي الدين الكردي في مجموعة: «الجواهر الغوالي من رسائل حجة الإسلام الغزالي»، القاهرة، سنة 1353 هـ / 1934 م.
- طبعة مكتبة الجندي بسيدنا الحسين، مصر، بلا تاريخ، ضمن مجموعة: «القصور العوالي من رسائل الإمام الغزالي»، تقديم محمد مصطفى أبو العلا.
- طبعة فيكتور شلحت اليسوعي، بيروت، سنة 1959 م. وقد انتقدت هذه الطبعة بسبب كثرة الأخطاء الواردة فيها، فعلى سبيل المثال ورد في ص 79 «اليهود والمجوس» غير أن الصحيح: «اليهود والنصارى والمجوس» فالكاتب شلحت حذف كلمة «النصارى» هنا.
- طبعة دار الكتب العلمية، بيروت، سنة 1414 هـ / 1994 م (الطبعة الأولى)، ضمن مجموعة رسائل الإمام الغزالي، الجزء الثالث. وهذه الطبعة ما هي إلا نسخة عن طبعة «القصور العوالي»، حتى في نسخ الهوامش والتعليقات.
- طبعة محمود بيجو، دمشق، دار الألباب، سنة 1413 هـ / 1993 م.

## الشروح
شرحها اللاله زاري (ت. 1204 هـ) واسم الشرح «الميزان القويم شرح القسطاس المستقيم».

## الترجمة
تُرجم الكتاب إلى العبرية القديمة والإنكليزية والألمانية والفرنسية.